# Mühlsteinhöhle (Neroth)
Die Mühlsteinhöhle ist eine künstliche Höhle in der Vulkaneifel, Rheinland-Pfalz. Sie entstand durch die Herstellung von Mühlsteinen aus einer Felswand aus Vulkangestein.

## Lage und Zugang
Die Mühlsteinhöhle liegt im Gipfelbereich des Nerother Kopfes, eines bewaldeten Hügels vulkanischen Ursprungs östlich von Neroth. Der Eingang befindet sich knapp unterhalb der Burgruine Freudenkoppe auf einer Höhe von etwa 640 m und ist über einen Wanderweg erreichbar. Die Höhle ist 18 Meter tief und ihr Gewölbe bis zu zehn Meter hoch. Sie ist begehbar, jedoch unbeleuchtet (Taschenlampe erforderlich).

## Geschichte
Der Nerother Kopf erwies sich wegen seiner steilen senkrechten Wände aus Lavafels schon früh als geeigneter Abbauort für Mühlsteine. Das Datum des Abbaubeginns ist unbekannt, liegt jedoch vermutlich vor dem Beginn des Baus der Burg um 1340. Die Mühlsteine wurden hier mit Hammer und Meißel aus dem Fels gebrochen und an Ort und Stelle fertigbearbeitet. Nicht fertiggestellte Rohlinge dieser Steine findet man noch heute an den Wänden der Höhle. Auch außerhalb der Höhle sind Reste von zerbrochenen Mühlsteinen zu finden. Der Lavafels wurde jedoch nicht nur zur Mühlsteinherstellung abgebaut, sondern fand auch beim Bau von Burg Freudenkoppe Verwendung. Auch in späteren Zeiten wurden hier wieder Mühlsteine gewonnen, das letzte Zeugnis stammt aus dem Jahr 1788. Vermutlich war die Höhle zu dieser Zeit größer und umfasste auch noch einen Seitenausgang, nachrutschendes Erdreich verlegte jedoch einen Teil der Höhle. Einer Sage zufolge war die Höhle sogar Teil eines unterirdischen Ganges zu anderen Burgen, was auch im volkstümlichen Gedicht Op dem Nerother Kopp/da sitzt der Deuwel drob/fährt unter der Erde durch/bis auf die Altburg zum Ausdruck kommt.
In der Höhle trafen sich am 31. Dezember 1919 Angehörige des Wandervogel e. V. zur Gründung des Nerother Wandervogels.
Seit 1980 steht die Höhle als Kulturdenkmal unter Schutz.